# Leichtathletik-U20-Asienmeisterschaften
Die Leichtathletik-U20-Asienmeisterschaften bis 2018 Leichtathletik-Juniorenasienmeisterschaften sind Leichtathletikwettbewerbe, die vom asiatischen Kontinentalverband Asian Athletics Association (AAA) im Zwei-Jahres-Rhythmus veranstaltet werden. Die ersten Meisterschaften fanden 1986 in der indonesischen Hauptstadt Jakarta statt.

## Veranstaltungen
| Nr. | Jahr | Stadt               | Land                         | Datum                        | Stadion                         | Wettbewerbe | Athleten |
| --- | ---- | ------------------- | ---------------------------- | ---------------------------- | ------------------------------- | ----------- | -------- |
| 01. | 1986 | Jakarta             | Indonesien                   | 4. bis 7. Dezember           |                                 | 40          |          |
| 02. | 1988 | Singapur            | Singapur                     | 8. bis 11. September         |                                 | 40          |          |
| 03. | 1990 | Peking              | Volksrepublik China          | 13. bis 16. Juni             |                                 | 40          |          |
| 04. | 1992 | Neu-Delhi           | Indien                       | 2. bis 5. Dezember           |                                 | 40          |          |
| 05. | 1994 | Jakarta             | Indonesien                   | 17. bis 20. September        |                                 | 41          |          |
| 06. | 1996 | Neu-Delhi           | Indien                       | 3. bis 6. Dezember           |                                 | 41          |          |
| 07. | 1997 | Bangkok             | Thailand                     | 4. bis 7. November           |                                 | 41          |          |
| 08. | 1999 | Singapur            | Singapur                     | 30. September bis 3. Oktober |                                 | 43          |          |
| 09. | 2001 | Bandar Seri Begawan | Brunei                       | 19. bis 22. Juli             |                                 | 43          |          |
| 10. | 2002 | Bangkok             | Thailand                     | 28. bis 31. Oktober          |                                 | 43          |          |
| 11. | 2004 | Ipoh                | Malaysia                     | 12. bis 15. Juni             | Perak Stadion                   | 43          |          |
| 12. | 2006 | Macau               | Macau                        | 15. bis 18. Juli             | Macau Olympic Complex           | 43          |          |
| 13. | 2008 | Jakarta             | Indonesien                   | 12. bis 15. Juli             | Gelora Bung Karno Madya Stadium | 44          |          |
| 14. | 2010 | Hanoi               | Vietnam                      | 1. bis 4. Juli               | Mỹ-Đình-Nationalstadion         | 44          |          |
| 15. | 2012 | Colombo             | Sri Lanka                    | 9. bis 12. Juni              | Sugathadasa-Stadion             | 44          |          |
| 16. | 2014 | Taipeh              | Taiwan                       | 12. bis 15. Juni             | Taipei Municipal Stadium        | 44          |          |
| 17. | 2016 | Ho-Chi-Minh-Stadt   | Vietnam                      | 3. bis 6. Juni               | Thống Nhất Stadium              | 44          |          |
| 18. | 2018 | Gifu                | Japan                        | 7. bis 10. Juni              | Nagaragawa-Stadion              | 44          | 437      |
| 19. | 2020 | Bangkok             | Thailand                     | 14. bis 17. Mai              | Suphachalasai Stadium           | 44          |          |
| 20. | 2023 | Yecheon             | Südkorea                     | 4. bis 7. Juni               | Yecheon Stadium                 | 45          |          |
| 21. | 2024 | Dubai               | Vereinigte Arabische Emirate | 24. bis 27. April            | Dubai Police Club Stadium       | 45          |          |

## Meisterschaftsrekorde

### Männer
| Disziplin            | Rekord             | Athlet                                                          | Datum              | Ort               |
| -------------------- | ------------------ | --------------------------------------------------------------- | ------------------ | ----------------- |
| 100 m                | 10,19 s (+0,4 m/s) | Zeng Keli                                                       | 25. April 2024     | Dubai             |
| 200 m                | 20,63 s (+1,0 m/s) | Mohammad Hossein Abareghi                                       | 14. Juni 2014      | Taipeh            |
| 400 m                | 45,53 s            | Wumaier Ailixier                                                | 26. April 2024     | Dubai             |
| 800 m                | 1:46,56 min        | Teng Haining                                                    | 12. Juni 2012      | Colombo           |
| 1500 m               | 3:39,85 min        | Hamza Driouch                                                   | 12. Juni 2012      | Colombo           |
| 5000 m               | 14:08,71 min       | Sōta Orita                                                      | 25. April 2024     | Dubai             |
| 10.000 m             | 30:00,27 min       | Ryu Ok-hyon                                                     | 4. Dezember 1986   | Jakarta           |
| 110 m Hürden (99 cm) | 13,24 s (+1,2 m/s) | Oumar Doudai Abakar                                             | 26. April 2024     | Dubai             |
| 400 m Hürden         | 49,30 s            | Ismail Doudai Abakar                                            | 6. Juni 2023       | Yecheon           |
| 3000 m Hindernis     | 8:33,39 min        | Musa Amer Obaid                                                 | 13. Juni 2004      | Ipoh              |
| 4 × 100 m Staffel    | 39,30 s            | Masaya Aikawa Yasutaka Matsunaga Shinji Takahira Hiroyuki Noda  | 28. Oktober 2002   | Bangkok           |
| 4 × 400 m Staffel    | 3:07,38 min        | Mitsuhiro Sato Naohiro Kawakita Shinji Itabashi Hisatoshi Hotta | 30. September 1999 | Singapur          |
| 10.000 m Bahngehen   | 42:00,53 min       | Fumihiro Kobayashi                                              | 31. Oktober 2002   | Bangkok           |
| Hochsprung           | 2,31 m             | Mutaz Essa Barshim                                              | 3. Juli 2010       | Hanoi             |
| Stabhochsprung       | 5,51 m             | Seif Heneida                                                    | 26. April 2024     | Dubai             |
| Weitsprung           | 8,05 m (+1,2 m/s)  | Weng Yongfeng                                                   | 13. Juli 2008      | Jakarta           |
| Dreisprung           | 16,73 m            | Gu Junjie                                                       | 31. Oktober 2002   | Bangkok           |
| Kugelstoßen (6 kg)   | 19,99 m            | Mehdi Shahrokhi                                                 | 12. Juni 2004      | Ipoh              |
| Diskuswurf (1,75 kg) | 62,29 m            | Hossein Rasouli                                                 | 9. Juni 2018       | Gifu              |
| Hammerwurf (6 kg)    | 80,85 m            | Ashraf Amgad el-Seify                                           | 11. Juni 2012      | Colombo           |
| Speerwurf            | 77,97 m            | Junya Sado                                                      | 6. Juni 2016       | Ho-Chi-Minh-Stadt |
| Zehnkampf            | 7713 Punkte        | Yu Bin                                                          | 13. Juni 2004      | Ipoh              |

### Frauen
| Disziplin          | Rekord             | Athletin                                                  | Datum              | Ort               |
| ------------------ | ------------------ | --------------------------------------------------------- | ------------------ | ----------------- |
| 100 m              | 11,32 s (+0,7 m/s) | Chen Yujie                                                | 25. April 2024     | Dubai             |
| 200 m              | 23,16 s            | Damayanthi Dharsha                                        | 20. September 1994 | Jakarta           |
| 400 m              | 52,66 s            | Tang Xiaoyin                                              | 13. Juni 2004      | Ipoh              |
| 800 m              | 2:02,66 min        | Lang Yinglai                                              | 5. November 1997   | Bangkok           |
| 1500 m             | 4:11,89 min        | Qu Yunxia                                                 | 14. Juni 1990      | Peking            |
| 3000 m             | 9:04,36 min        | Nozomi Tanaka                                             | 10. Juni 2018      | Gifu              |
| 5000 m             | 16:07,74 min       | Haruka Kyuma                                              | 9. Juni 2012       | Colombo           |
| 100 m Hürden       | 13,43 s (+1,7 m/s) | Anna Matsuda                                              | 26. April 2024     | Dubai             |
| 400 m Hürden       | 56,60 s            | Wang Xing                                                 | 14. Juni 2004      | Ipoh              |
| 3000 m Hindernis   | 10:21,04 min       | Chika Mukai                                               | 6. Juni 2016       | Ho-Chi-Minh-Stadt |
| 4 × 100 m Staffel  | 44,75 s            | Gao Chunxia Yen Jie Feng Jie Wang Jing                    | 20. September 1994 | Jakarta           |
| 4 × 400 m Staffel  | 3:38,20 min        | Ayano Shiomi Kasumi Yoshida Natsumi Murakami Ayaka Kawata | 10. Juni 2018      | Gifu              |
| 10.000 m Bahngehen | 45:20,59 min       | Ma Li                                                     | 7. Juni 2018       | Gifu              |
| Hochsprung         | 1,90 m             | Svetlana Radzivil                                         | 16. Juli 2006      | Macau             |
| Stabhochsprung     | 4,25 m             | Xu Huiqin                                                 | 11. Juni 2012      | Colombo           |
| Weitsprung         | 6,56 m             | Wang Kuo-huei                                             | 5. November 1997   | Bangkok           |
| Dreisprung         | 14,23 m            | Li Jiahui                                                 | 5. November 1997   | Bangkok           |
| Kugelstoßen        | 18,66 m            | Qiu Qiaoping                                              | 16. Juni 1990      | Peking            |
| Diskuswurf         | 62,54 m            | Xu Shaoyang                                               | 30. Oktober 2002   | Bangkok           |
| Hammerwurf         | 66,79 m            | Zhang Jiale                                               | 26. April 2024     | Dubai             |
| Speerwurf          | 60,74 m            | Sun Xiurong                                               | 6. Dezember 1986   | Jakarta           |
| Siebenkampf        | 5557 Punkte        | Irina Naumenko                                            | 1. Oktober 1999    | Singapur          |

## Ewiger Medaillenspiegel
Insgesamt wurden bei Leichtathletik-U20-Asienmeisterschaften 850 Gold-, 854 Silber- und 847 Bronzemedaillen von Athleten für 36 Länder gewonnen. Die nachfolgende Tabelle enthält die 20 erfolgreichsten Nationen in lexikographischer Ordnung (Stand: nach den Leichtathletik-U20-Asienmeisterschaften 2024).
| Platz | Land                | Gold | Silber | Bronze | Total |
| ----- | ------------------- | ---- | ------ | ------ | ----- |
| 01    | Volksrepublik China | 319  | 204    | 109    | 632   |
| 02    | Japan               | 160  | 152    | 165    | 477   |
| 03    | Katar               | 68   | 39     | 27     | 134   |
| 04    | Indien              | 62   | 98     | 112    | 272   |
| 05    | Chinesisch Taipeh   | 54   | 71     | 96     | 221   |
| 06    | Thailand            | 28   | 39     | 32     | 99    |
| 07    | Südkorea            | 27   | 49     | 57     | 133   |
| 08    | Kasachstan          | 17   | 32     | 35     | 84    |
| 09    | Saudi-Arabien       | 17   | 27     | 16     | 60    |
| 10    | Usbekistan          | 15   | 21     | 16     | 52    |
| 11    | Iran                | 14   | 16     | 33     | 63    |
| 12    | Sri Lanka           | 9    | 17     | 14     | 40    |
| 13    | Nordkorea           | 9    | 15     | 19     | 43    |
| 14    | Bahrain             | 8    | 6      | 4      | 18    |
| 15    | Malaysia            | 5    | 12     | 21     | 38    |
| 16    | Vietnam             | 5    | 8      | 13     | 26    |
| 17    | Kuwait              | 5    | 6      | 8      | 19    |
| 18    | Irak                | 5    | 4      | 7      | 16    |
| 19    | Kirgisistan         | 5    | 1      | 4      | 10    |
| 20    | Hongkong            | 4    | 8      | 16     | 28    |